# Sportanlage Langenau
Die Sportanlage Langenau ist eine Sportanlage mit Vereinsheim im Stadtteil Eltersdorf der mittelfränkischen Stadt Erlangen. Sie ist die Heimstätte des Fußballvereins SC Eltersdorf. Zur Sportanlage gehören auch sieben Tennisplätze.

## Geschichte

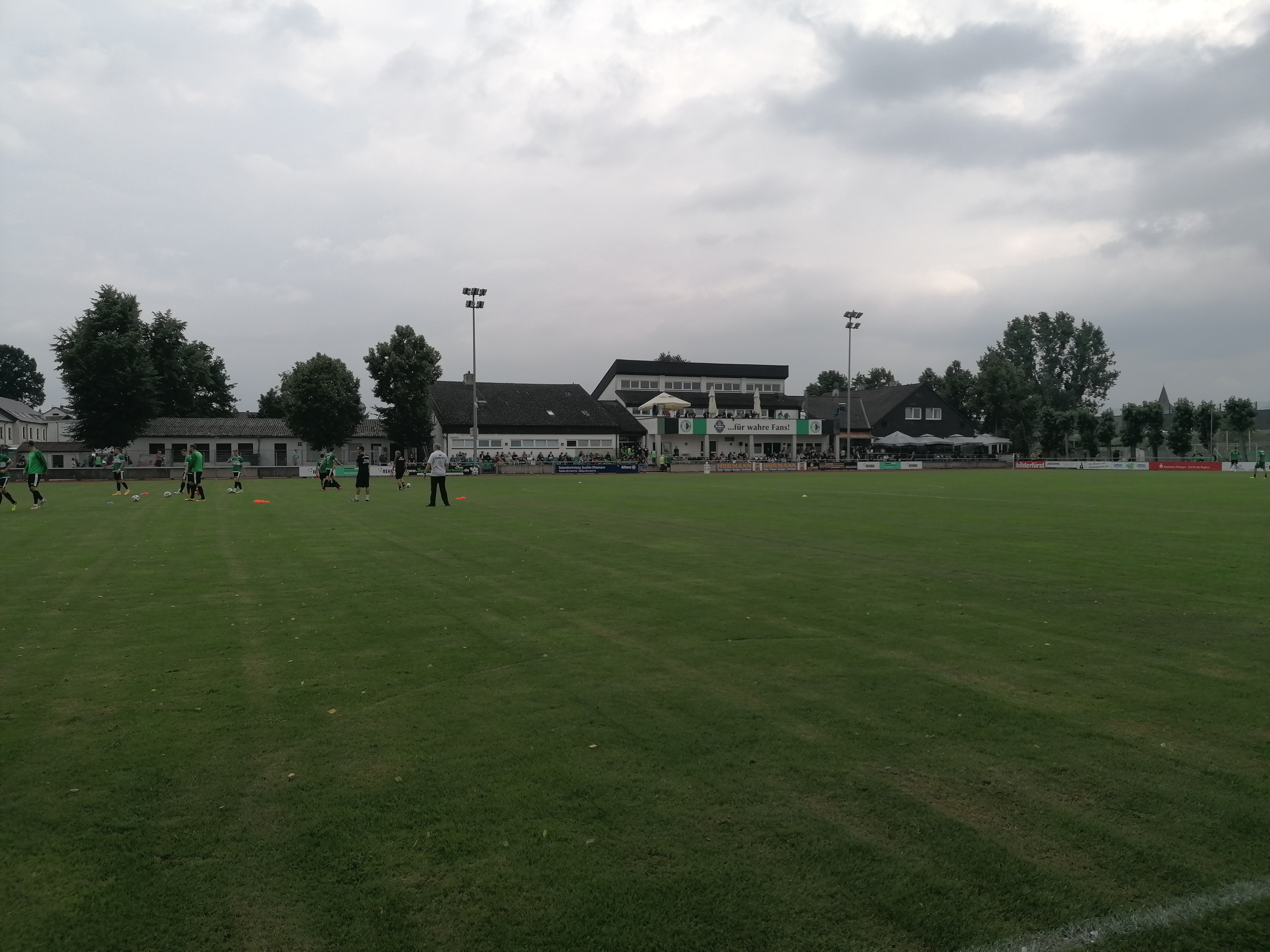
Haupttribüne und Sportheim

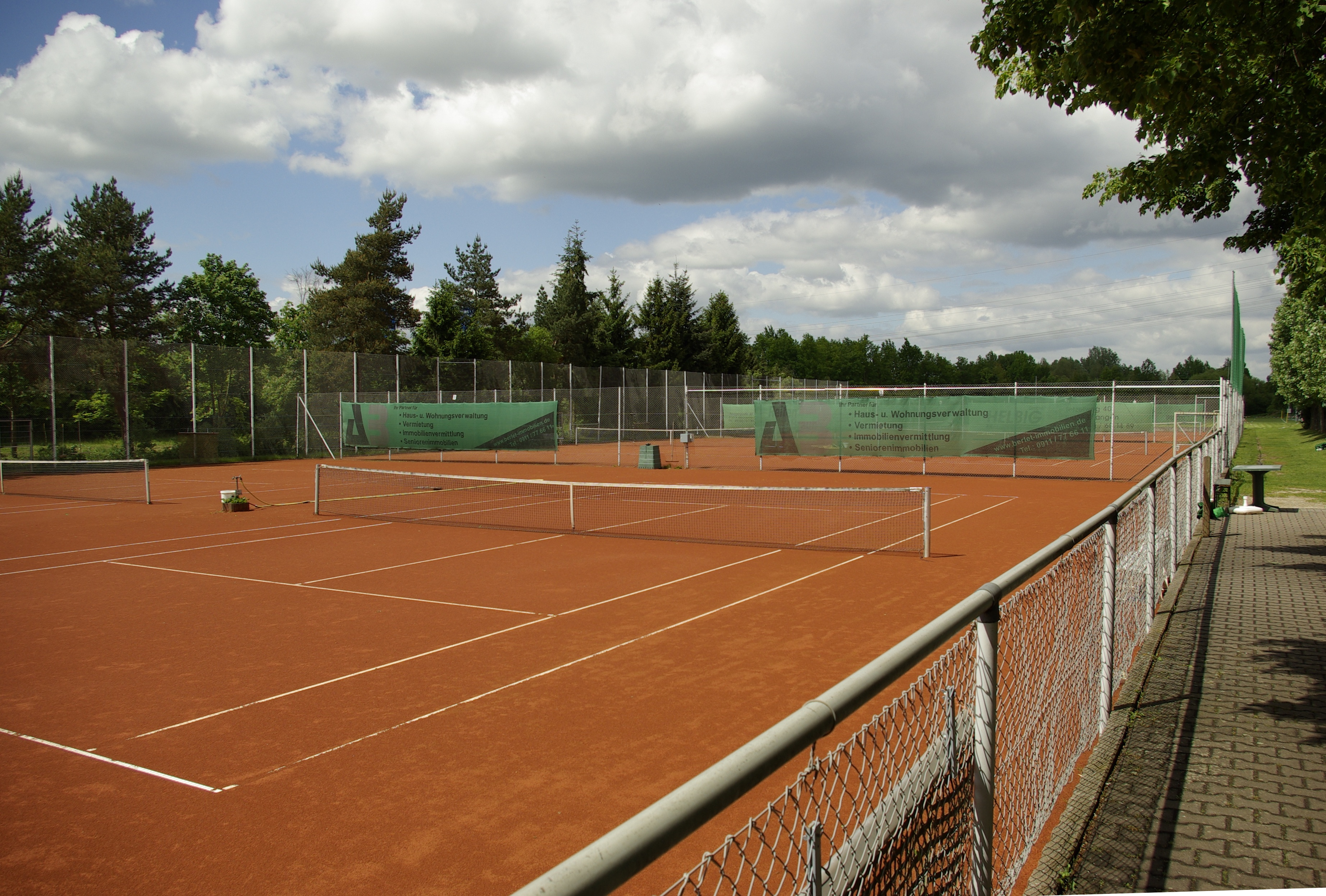
Tennisplätze der Sportanlage Langenau

Der erste Sportplatz des 1926 als Arbeiter-Turn- und Sportverein gegründeten SC Eltersdorf befand sich seit 1932 wenige hundert Meter nordwestlich der heutigen Anlage, anstelle des heutigen Autobahnkreuzes Fürth/Erlangen. Der Verein unterhielt dort auch einen Turnierplatz für Radrennen und ein 1949 ausgebautes Naturbad am Langenaugraben, der in der gleichnamigen Flur nordöstlich von Eltersdorf entspringt. Der Bau eines Abschnitts der Bundesautobahn 3 erforderte 1958 die Verlegung des alten Sportfeldes, zunächst auf einen Notplatz auf dem Regnitzgrund westlich des Ortes. Im Zuge des Autobahnbaus wurde der Bachlauf des Langenaugrabens verlegt, der neben dem Schwimmbad auch den weiter südöstlich gelegenen Brücklesweiher mit Wasser speiste. Das spätestens seit dem 16. Jahrhundert zur Fischzucht genutzte Gewässer wurde verfüllt. Die damals eigenständige Gemeinde Eltersdorf und der Sportverein errichteten ab 1959 an dessen Stelle das neue Vereinsheim und das Sportfeld. Die Einweihung fand am 16. Juni 1961 statt.
Ab 1965 befand sich nördlich des Geländes abermals ein Naturbad, das bis 1975 bestand und anschließend ebenfalls verfüllt wurde. 1974 erfolgte eine Erweiterung um drei Tennisplätze. 1983 und 1984 errichtete der Verein eine Turnhalle. In den 1990er Jahren entstanden vier Bundeskegelbahnen, weitere Fußballfelder, eine Gymnastikhalle und vier zusätzliche Tennisplätze. Darüber hinaus befindet sich dort eine Sportgaststätte.
Die Tribünen des Hauptspielfeldes bieten derzeit etwa 2.500 Zuschauern Platz und erfüllen in diesem Punkt die Voraussetzungen für die Regionalliga. Andere Baumaßnahmen müssen noch durchgeführt werden. Zu den Anforderungen an ein Stadion der Regionalliga gehören unter anderem 100 überdachte Sitzplätze, eine überdachte Presse- und Ehrentribüne sowie ein räumlich getrennter und eingezäunter Block für Gästefans mit mindestens 200 Plätzen, der eigene sanitäre Anlagen, Verpflegungsmöglichkeiten und einen eigenen Zugang aufweisen muss.

## Besondere Spiele
Am 9. Mai 2012 fand dort vor 2000 Zuschauern das Endspiel des Bayerischen Toto-Pokales gegen die SpVgg Unterhaching statt. Am 16. Mai 2012 fand auf der Sportanlage Langenau vor 1400 Zuschauern das Spiel um den zweiten Platz einer bayerischen Mannschaft im DFB-Pokal zwischen dem SC Eltersdorf und Wacker Burghausen statt.